# Zommange
Zommange település Franciaországban, Moselle megyében. Lakosainak száma 44 fő (2022. január 1.). Zommange Bidestroff, Cutting, Guermange, Lindre-Basse, Lindre-Haute, Rorbach-lès-Dieuze és Vergaville községekkel határos.

## Népesség
A település népessége az elmúlt években az alábbi módon változott:
| Lakosok száma | 38   | 39   | 44   | 44   | 45   | 46   | 47   | 46   | 44   |
|               | 2013 | 2015 | 2016 | 2017 | 2018 | 2019 | 2020 | 2021 | 2022 |